# Villa urbana

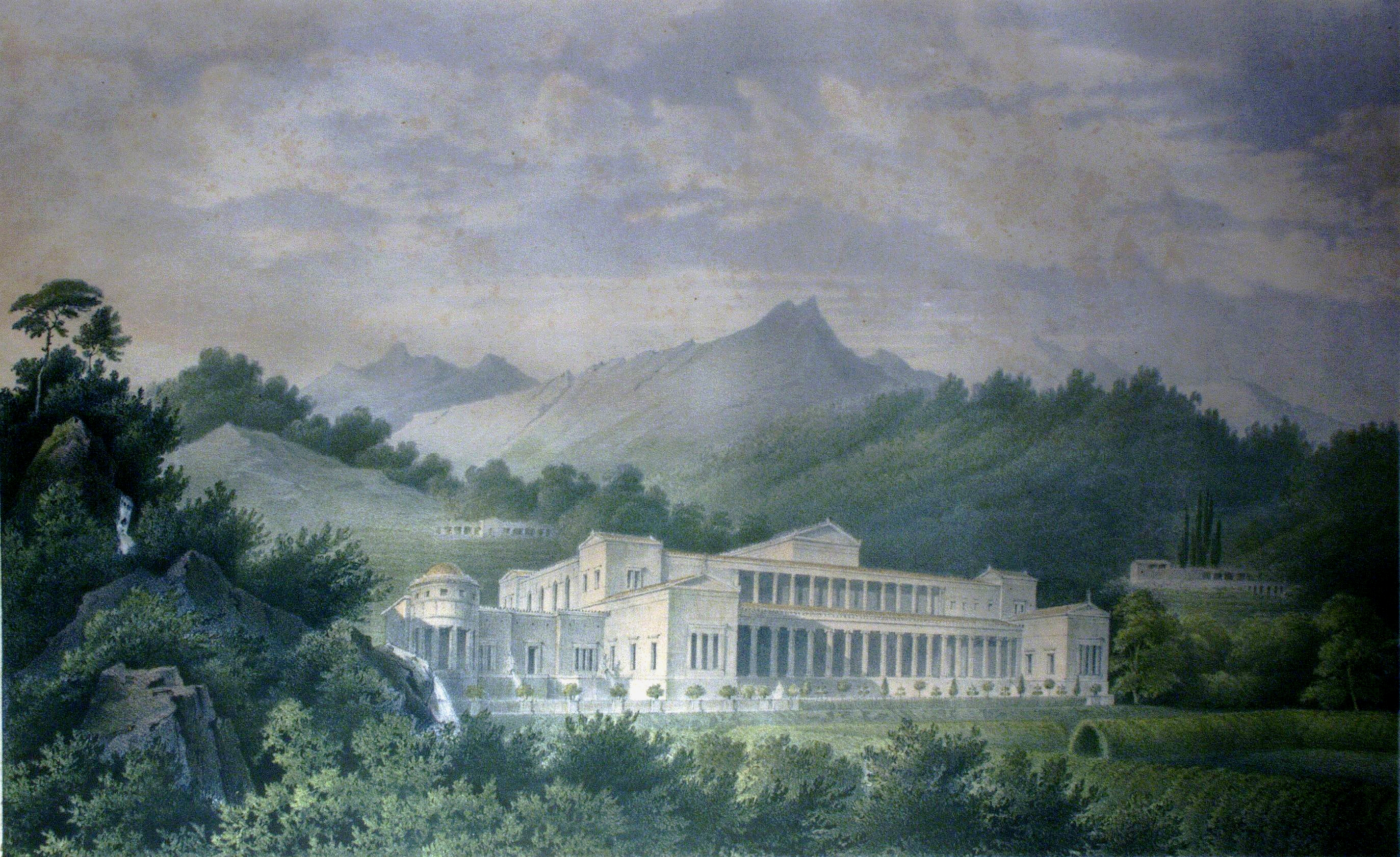
Tuscum, Villa des Plinius (Rekonstruktion von Schinkel)

Als Villa urbana (lateinisch villa = Landhaus, Landgut; urbanus = von städtischer Art) wurde im römischen Reich ein luxuriöses Anwesen auf dem Land bezeichnet, das dem Gutsherrn und seiner Familie zum zeitweiligen Aufenthalt diente. In der klassischen Archäologie wird die vornehmlich Wohnzwecke erfüllende Villa urbana von der landwirtschaftlich geprägten Villa rustica unterschieden.

## Entwicklung der römischen Villeggiatur

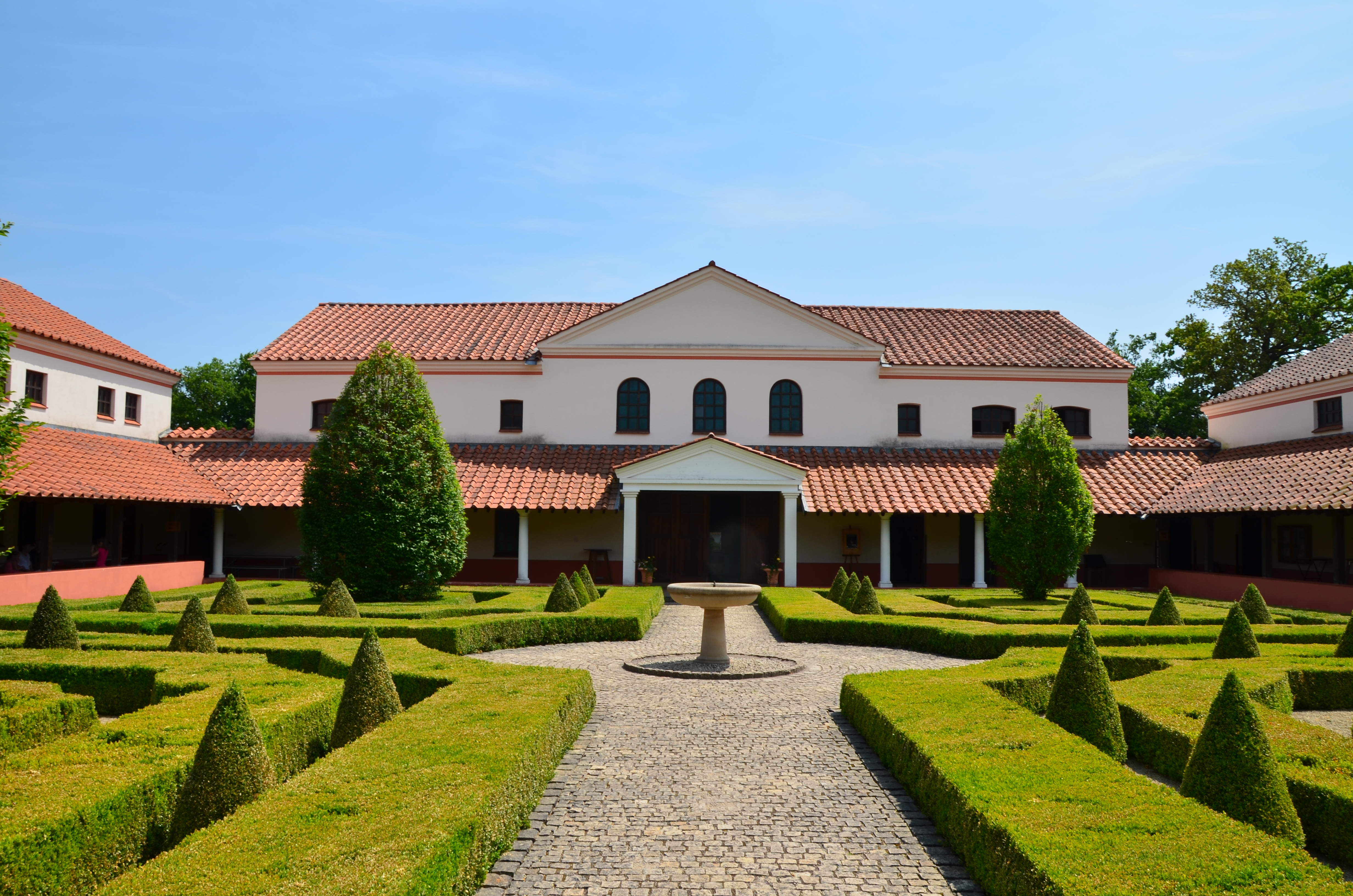
Rekonstruktion einer provinzialen Villa im Freilichtmuseum Borg im Saarland

Der Begriff villa bezeichnet ein Gebäude außerhalb der Stadtmauern, ursprünglich das Wohn- und Wirtschaftsgebäude eines Landgutes. In der Zeit der römischen Republik war die traditionelle Landwirtschaft noch die allgemeine wirtschaftliche Grundlage der römischen Gesellschaft, ursprünglich ernährte die Mehrzahl der zum Heeresdienst verpflichteten Bürger in Friedenszeiten als Kleinbauern ihre Familien. Auch der Status der römischen Oberschicht definierte sich im Wesentlichen über den Landbesitz, der beim Census ermittelt wurde. Trotzdem war das gesellschaftliche und politische Zentrum die Stadt, allen voran natürlich die Stadt Rom. Die persönliche Anwesenheit in Rom war für alle politischen Entscheidungen eine Grundvoraussetzung, und so spielte sich auch das gesellschaftliche Leben der römischen Oberschicht in der Stadt ab.
Letzteres änderte sich allmählich mit dem Beginn des 2. Jahrhunderts v. Chr. In den römischen Schriftquellen wird Scipio Africanus als erster Patrizier genannt, der sich vor den Anklagen seiner politischen Gegner in Rom mehrmals für längere Zeit auf seine Villa in Kampanien zurückzog. Er zog sich damit jedoch nicht in die Einsamkeit zurück, sondern residierte dort als Gastgeber für einen größeren Freundeskreis. Die Villa wurde hier zu einem Refugium, in dem, weit weg von den öffentlichen Verpflichtungen in Rom, griechisch geprägte Kultur und der Lebensstil des Hellenismus gepflegt werden konnte.
Gegen Ende des 2. Jahrhunderts v. Chr. wurde der zeitlich begrenzte Urlaubsaufenthalt auf einer Villa – mit einem neuzeitlichen Begriff als Villeggiatur bezeichnet – allmählich zu einem festen Bestandteil der römischen Oberschichtkultur. Immer mehr wohlhabende Römer erbauten luxuriöse Landhäuser, um dort den Lebensbereich des otium, der schöpferischen Muße zu pflegen, die als Gegenpol zum negotium gesehen wurde, dem von geschäftlichen und politischen Verpflichtungen bestimmten Alltag.
Die Blütezeit der Villa urbana erstreckt sich vom 1. Jahrhundert v. Chr. bis in die frühe Kaiserzeit (1. Jahrhundert n. Chr.). Beliebte Villengegenden waren vor allem die Landschaft rund um den Vesuv (besonders am Golf von Neapel) und die Felsküste des Tyrrhenischen Meeres. Wenn möglich, besaß man mehrere Villen in unterschiedlichen Gegenden, um die Vorteile des jeweiligen Klimas in der entsprechenden Jahreszeit genießen zu können. Berühmte Villenbesitzer des 1. Jahrhunderts v. Chr. waren beispielsweise Varro und der heute noch wegen seiner üppigen Gastmähler sprichwörtliche Lucullus. Cicero, der nur über ein mittleres Vermögen verfügte, besaß alleine schon sieben Villen, die er teilweise in seinen Briefen beschreibt. In Rom wurden der ausschweifende Luxus und die verschwenderischen Gastmähler auf den Villen des jeweiligen politischen Gegners gerne kritisiert, gleichwohl war der Villenluxus ein unverzichtbares Statussymbol für jeden Angehörigen der römischen Nobilität in dieser Zeit.
Die Villeggiatur der römischen Kaiser unterschied sich zunächst nicht von den Gepflogenheiten der Oberschicht. Augustus besaß als Privatmann zahlreiche Villen, in seiner offiziellen Eigenschaft als Princeps residierte er jedoch im vergleichsweise schlichten Haus des Augustus in Rom. Sein öffentlichkeitsscheuer Nachfolger Tiberius zog sich für lange Zeit in seine berühmte Villa Jovis auf Capri zurück, von wo aus er die Regierungsgeschäfte aus der Ferne abwickelte. Nero ließ nach dem großen Brand von Rom mitten in der Stadt ausgedehnte Parkanlagen anlegen und darin die Domus Aurea erbauen, die man als eine in der Stadt erbaute Villenarchitektur charakterisieren kann.
Unter Domitian übernahm die Villa erstmals auch die Funktion einer öffentlichen Residenz, so dass sich die kaiserliche Villa nun allmählich auch von ihrer architektonischen Gestaltung her vom privaten Anwesen zum herrscherlichen Palast entwickelte.
Eine der berühmtesten kaiserlichen Villen ist die Hadriansvilla bei Tivoli aus dem 2. Jahrhundert n. Chr. Ein spätes Beispiel für eine ländliche Adelsresidenz ist die Villa Romana del Casale auf Sizilien aus dem 4. Jahrhundert n. Chr.

## Architektur
Da die Villa urbana in ihrer Gestaltung den persönlichen Reichtum und das gesellschaftliche Selbstverständnis des jeweiligen Besitzers widerspiegelte und darüber hinaus durch ihre Lage auf dem Land keinen baulichen Beschränkungen unterworfen war, haben sich für die Gesamtanlage kaum feste Bautypen herausgebildet, anders als beispielsweise im städtischen Wohnhausbau. Trotzdem gab es einige architektonische Elemente, die in der einen oder anderen Form in jeder Villa urbana vorkamen.

### Einbettung in die Landschaft undbasis villae

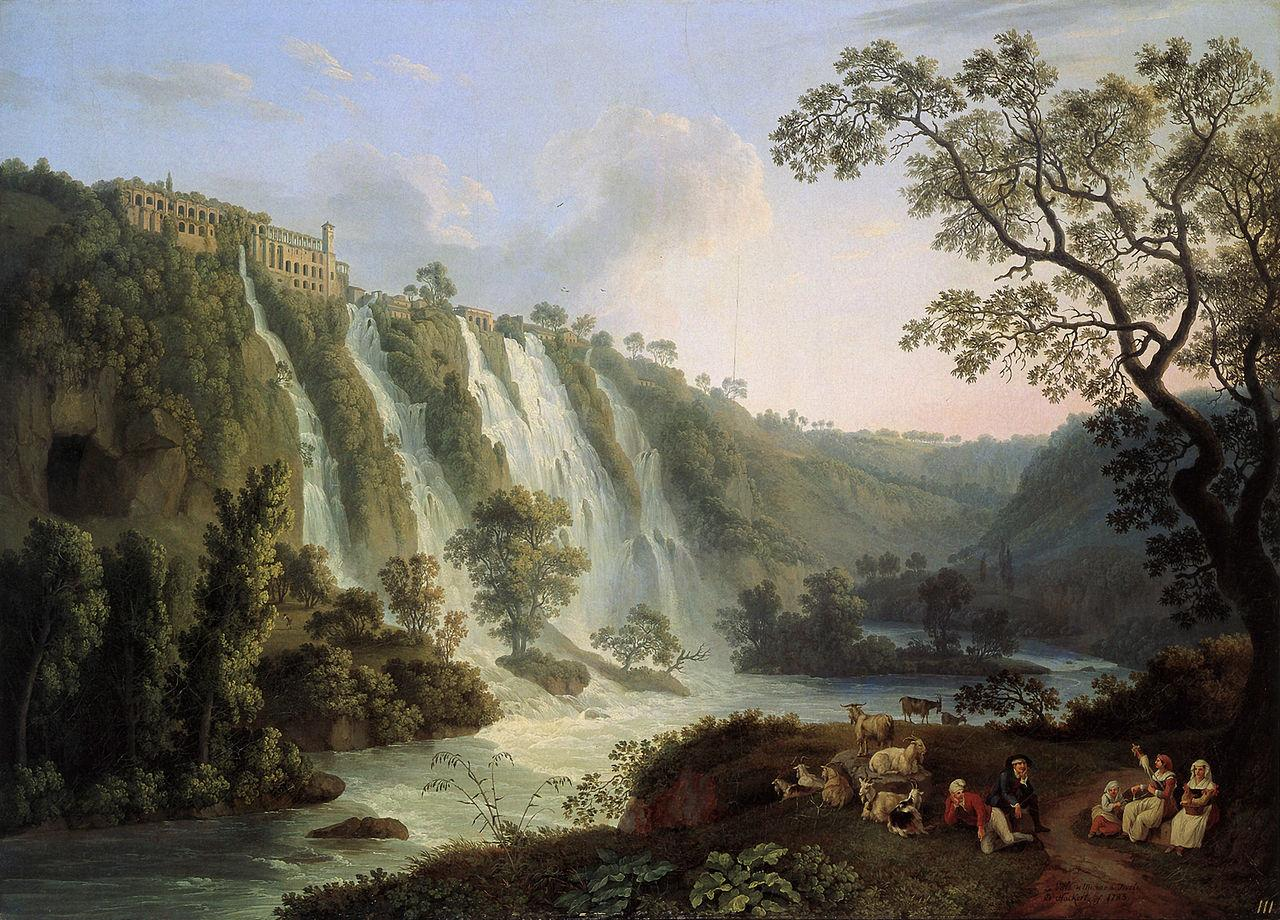
Villa des Maecenas über den Wasserfällen von Tivoli (Jakob Philipp Hackert)

Bei der Wahl des Bauplatzes spielten verschiedene ästhetische und klimatische Gesichtspunkte eine wichtige Rolle. Villen für den Sommeraufenthalt wurden beispielsweise gern an kühlenden Bachläufen oder am Meer angelegt. In der kühlen Jahreszeit waren hingegen beispielsweise die warmen Quellen von Baiae beliebt, um die herum eine dichte Villenbebauung entstand.
Bevorzugt wurden Höhenlagen, besonders Bauplätze am Hang, von denen aus sich ein ausgewählter Ausblick auf die Landschaft ergab. Die innere Raumdisposition der Villa wurde auf diese Landschaftsausblicke hin ausgerichtet, so dass sich im Innern Sichtachsen durch die verschiedenen Räume hindurch ergaben, die schließlich in einem Aussichtsraum oder einer Terrasse endeten, die den Blick auf einen bestimmten Landschaftsausschnitt freigaben. Die Villenbeschreibungen von Cicero oder Plinius dem Jüngeren geben hier einige Beispiele.
Um in einer Hanglage einen einheitlichen Untergrund für das Gebäude zu schaffen, wurden große, durch steinerne Substruktionen gestützte Terrassen angelegt, die Cicero als basis villae bezeichnete. Im deutlichen Unterschied zur griechischen Architektur, bei der Häuser in Hanglage durch mehrere kleine Terrassen gleichsam an das Gelände angeschmiegt wurden, wurden bei der römischen Villa, oft mit enormem technischen Aufwand, durch die basis villae eine oder mehrere großflächige Plattformen geschaffen, auf denen dann das eigentliche Villengebäude errichtet wurde. Dieser Unterbau konnte bei steilen Hanglagen mehrere Stockwerke hoch sein und enthielt dann verschiedene Kellergewölbe, Nebenräume oder auch Zisternen.
Auf der so geschaffenen künstlichen Plattform sprang das eigentliche Villengebäude oft ein Stück zurück, so dass der Rand der Plattform als Aussichtsterrasse oder zur Anlage von Gärten genutzt werden konnte.

### Peristyl und Atrium

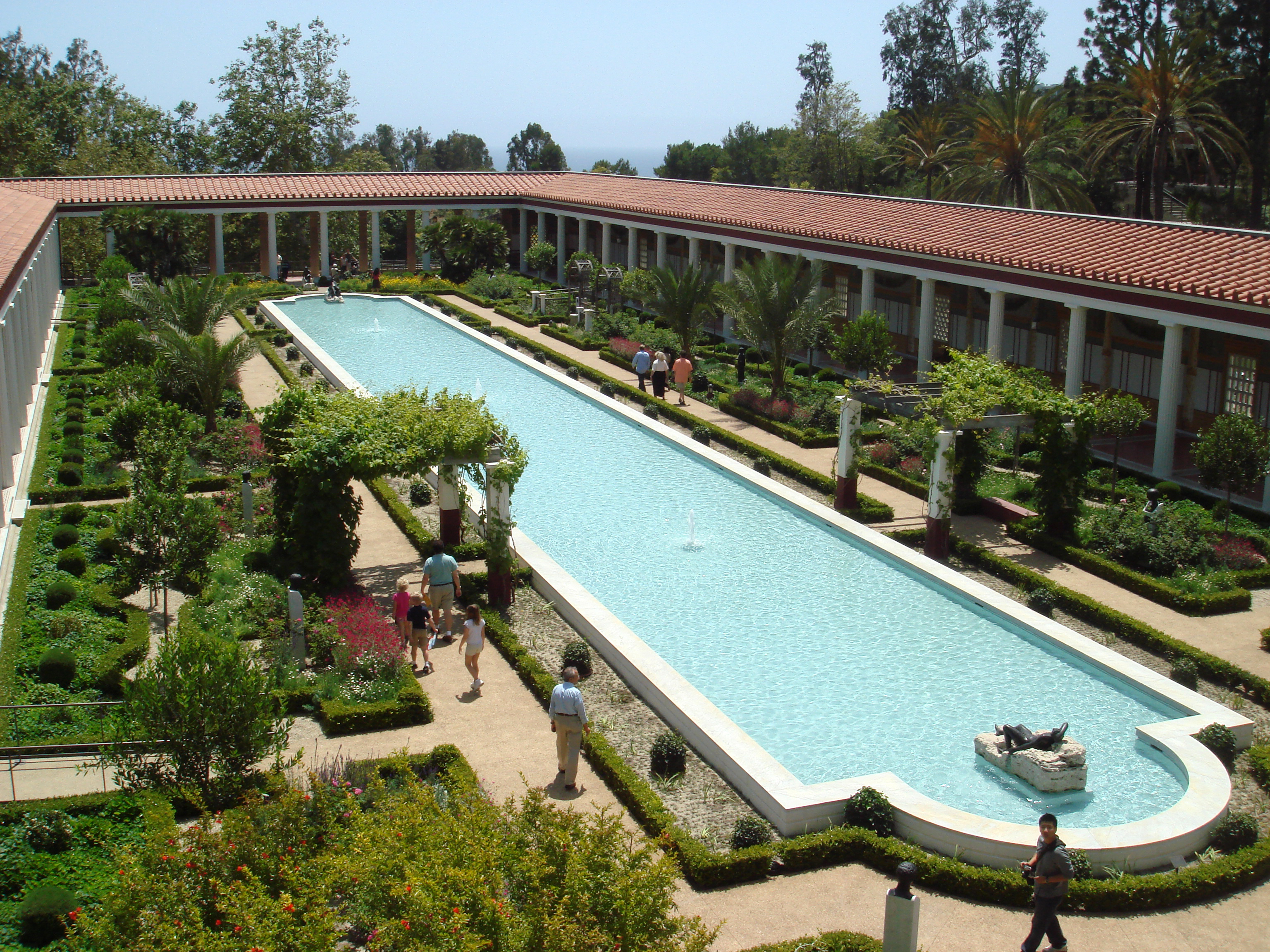
Großes Gartenperistyl des Getty-Museums, rekonstruiert nach dem Vorbild der Villa dei Papiri bei Herculaneum

Im 2. Jahrhundert v. Chr. wurde das Peristyl, ein von Säulenhallen umgebener Innenhof, aus der griechisch-hellenistischen Baukunst übernommen und wurde früh zu einem der wichtigsten Elemente der gehobenen Villenarchitektur. Während das griechische Vorbild über eine gepflasterte Hoffläche verfügte, entwickelten die Römer es zum Gartenperistyl weiter, bei dem die Säulenhallen einen Garten beliebiger Größe umrahmten. Viele Villen besaßen mehrere Peristyle, oft ein gepflastertes im Wohnbereich und daran anschließend ein größeres Gartenperistyl.
Das Peristyl war ein vielfältig einsetzbares Architekturelement. Über die Säulenhallen, die als schattige Wandelgänge genutzt wurden, konnten weitere Räume und Raumfolgen erschlossen werden. Die durch die Säulenstellungen gegebene Offenheit erlaubte vielfältige Durchblicke, beispielsweise von an die Hofhallen angrenzenden Speiseräumen aus, von denen der Blick in den Peristylgarten genossen werden konnte.
Säulenhallen und Hoffläche dienten gleichzeitig oft als Skulpturengalerie, wo griechische Originale und Repliken nach thematischen Gesichtspunkten zusammengruppiert wurden.

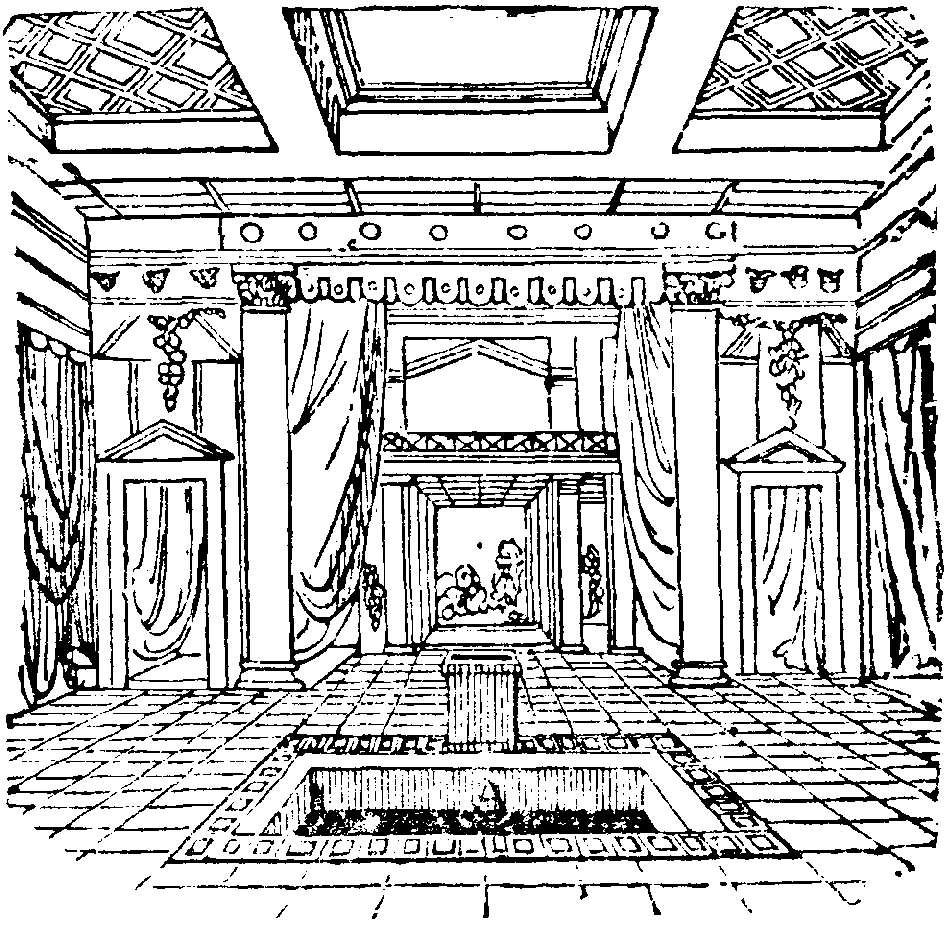
Atrium

Das Atrium, ein zentral gelegener, hoher Raum mit einer Dachöffnung, war ein traditionelles Element des römischen Hausbaus und geht vermutlich auf etruskische Ursprünge zurück. Eigentlich der repräsentative Hauptraum des römischen Stadthauses, wurde das Atrium auch in die Villenarchitektur übernommen, wo es oft im Grundriss eine ähnliche Funktion übernimmt und der Erschließung der angrenzenden Räume dient. Es kann aber auch als reiner Durchgangsraum (Villa von Oplontis) oder Nebenraum Verwendung finden. Als Raum mit hohem Traditionswert wurden hier bevorzugt die Bilder der Ahnen und das Lararium aufgestellt.
Im Gegensatz zum Peristyl, das bis in die Spätantike ein fester Bestandteil der römischen Wohnarchitektur blieb, verschwand das traditionelle Atrium während des 1. Jahrhunderts n. Chr. allmählich aus der Villenarchitektur.
Der römische Architekt Vitruv empfahl bezüglich Peristyl und Atrium die umgekehrte Abfolge im Vergleich zum Stadthaus: in der von ihm beschriebenen Vorstadtvilla betrat man vom Haupteingang aus zuerst das Peristyl und daran anschließend das Atrium im hinteren Bereich des Gebäudes. Ein bekanntes Beispiel für diese Bauweise ist die Mysterienvilla bei Pompeji: im axialsymmetrischen Grundriss liegen Haupteingang, Peristyl und Atrium auf der Mittelachse hintereinander und bieten so eine durchgehende Sichtachse durch die repräsentativen Haupträume der Villa.

## Villa maritima
Eine Sonderform der villa urbana ist die villa maritima (Pl.: villae maritimae). Damit wird eine Meeresvilla, also eine an einer Küste erbaute Villa bezeichnet. Bereits in der römischen Antike gab es solche Villen, die sich zu großer Zahl an der Küste des Tyrrhenischen Meeres befanden, aber auch entlang der Küstenzone der Côte d’Azur, der Mittelmeerküste Spaniens, oder auf den Inseln des Tyrrhenischen Meeres.
Gehäuft kommen diese am Golf von Neapel vor. Zu den bekanntesten Vertretern dieses Typus zählen die Pisonenvilla von Herculaneum, die Villa des Catull von Sirmione (auch Grotta di Catullo genannt), die Villa des Tiberius in Stabiae, die Meeresvilla von Asturien und die Villa in Barcola bei Triest.
Die Villae Maritimae waren eine Bauform, die selbstredend den luxuriösen Wohnstil der obersten Bevölkerungsschicht des römischen Volkes repräsentierten. Viele der Villen hatten Privathäfen oder private Fischzuchtanlagen, die eine zusätzliche Einnahmequelle für die Villenbesitzer darstellten, obwohl aus antiken Quellen überliefert ist, dass diese Fischzuchtanlagen, auch piscinae oder vivaria genannt, oftmals mehr Geld kosteten, als sie einbrachten. Die Villenbesitzer luden zu Banketten und versuchten die Gäste durch ausgefallene Fischsorten zu beeindrucken. In einigen Fällen speiste man sogar mitten in den Fischzuchtanlagen, wie es die Villen von Sperlonga oder Astura zeigen.
Die architektonischen Besonderheiten dieser Art von Villenbauten werden in verschiedenen antiken Quellen beschrieben. Darunter fällt u. a. die Errichtung mächtiger Substruktionen, also Unterbauten, für den eigentlichen Bau der Villa, um diese emporzuheben und somit zu nobilitieren. Auch der Ausblick, der prospectus, spielt bei diesen Villen eine entscheidende Rolle: besonders am Golf von Neapel erbaute man mit Vorliebe Villae Maritimae.
Aus der römischen Wandmalerei sind unzählige Beispiele von Villenszenen erhalten geblieben, die entweder Villen an Seen oder am Meer darstellen. Dies sind jedoch keine real existierenden Villen, sondern phantastische Gebäude, sog. capricci von Villae Maritimae.

## Rekonstruierte Villen (Auswahl)
Italien
- Mysterienvilla bei Pompeji, Kampanien
- Villa von Oplontis in Torre Annunziata, Kampanien
- Villa Adriana bei Tivoli, Latium

Österreich
- Villa urbana im Archäologiepark Carnuntum bei Petronell-Carnuntum, Niederösterreich

Deutschland
- Römische Villa Borg und Römische Villa Nennig, Saarland
- Villa Urbana in Longuich (Mosel), Rheinland-Pfalz
- Villa Urbana in Heitersheim, Baden-Württemberg